# Structură nominativ–absolutivă
În tipologia lingvistică, structura de acțiune nominativ-absolutivă este un tip de structură morfosintactică în care unicul argument al unui verb intranzitiv împărtășește unele proprietăți de codificare cu agentul unui verb tranzitiv și alte proprietăți de codificare cu pacientul/obiectul (complement direct în limba română) unui verb tranzitiv. Aceasta este observată de obicei într-un subset de tipuri de propoziții ale unei limbi date (adică, limbile nominativ-absolutive au și propoziții care prezintă alte tipare, precum nominativ-acuzativ și/sau ergativ-absolutiv).
Limbile pentru care au fost descrise propoziții cu aliniere nominativ-absolutivă includ limbile caribe panare (propoziții la viitor, desiderativ și aspect nespecific) și katxuyana (propoziții la imperfectiv), limbile jê de nord canela (propoziții evaluative, progresive, continue, completive și negative), kĩsêdjê (propoziții progresive, continue și completive, precum și propoziții la viitor și negative cu argumente non-pronominale), și apinajé (propoziții progresive, continue și negative), precum și în propozițiile principale ale limbilor tupariene (makurap, wayoró, tuparí, sakurabiat și akuntsú).:191:99

## Exemple

### Jê de Nord
În limba jê de nord, canela, diferite construcții de propoziții principale prezintă combinații diferite de tipare de structură, incluzând activ-stativă (implicită), ergativ-absolutivă (timpul trecut recent), și nominativ-absolutivă (propoziții evaluative, progresive, continue, completive și negative). Un exemplu al acestui ultim tip de aliniere este oferit mai jos.:162
Intranzitiv
| Wa ha iwrỳc naare.    | Wa ha iwrỳc naare. | Wa ha iwrỳc naare. | Wa ha iwrỳc naare. |
| --------------------- | ------------------ | ------------------ | ------------------ |
| /wa ha i-wɾɘ-k nãːɾɛ/ |                    |                    |                    |
| Wa                    | ha                 | iwrỳc              | naare              |
| 1.NOM                 | IRR                | 1.ABS-coborî-NF    | NEG                |
| „Nu voi coborî.”      |                    |                    |                    |

Tranzitiv
| Wa ha ipyr naare.    | Wa ha ipyr naare. | Wa ha ipyr naare. | Wa ha ipyr naare. |
| -------------------- | ----------------- | ----------------- | ----------------- |
| /wa ha i-pɨ-ɾ nãːɾɛ/ |                   |                   |                   |
| Wa                   | ha                | ipyr              | naare             |
| 1.NOM                | IRR               | 3.ABS-lua-NF      | NEG               |
| „Nu îl voi apuca.”   |                   |                   |                   |

În propozițiile nominativ-absolutive, unicul argument al unui verb intranzitiv (S) este aliniat cu agentul unui verb tranzitiv (A), în sensul că ambele pot fi exprimate prin pronume în caz nominativ, precum wa „eu.NOM” sau ca „tu.NOM” (substantivele nu primesc flexiune de caz în Canela), care ocupă aceeași poziție în frază (în exemplul de mai sus, ambele preced particula de modul ireal ha). În același timp, argumentul unic (S) este aliniat cu pacientul (complementul direct) unui verb tranzitiv (P), în sensul că ambele pot fi marcate pe verb prin prefixe personale din seria absolutivă (precum i- „eu.ABS” sau a- „tu.ABS”). Nu există elemente care să se comporte ca ergativul sau acuzativul în acest tip de propoziții în Canela.
Originea istorică a propozițiilor nominativ-absolutive în Canela a fost demonstrată ca fiind rezultatul unei reanalizări a unor construcții biclauzale anterioare (o propoziție principală split-S, condusă de un auxiliar, și o propoziție subordonată ergativ-absolutivă, condusă de verbul lexical), reanalizate ca monoclauzale, odată cu pierderea ergativului.

### Caribe
În limba caribă panare, propozițiile la viitor, desiderativ și aspect nespecific reflectă o aliniere nominativ-absolutivă. Un exemplu este prezentat mai jos.:162
| Yutësejpa (këj) kën. | Yutësejpa (këj) kën. | Yutësejpa (këj) kën. |
| -------------------- | -------------------- | -------------------- |
| Yutësejpa            | këj                  | kën                  |
| 3-SA-merge-FUT       | 3.ANIM.COP           | 3.ANIM.DIST          |
| „El/Ea va merge.”    |                      |                      |

| Yamasejpa (këj) kën.    | Yamasejpa (këj) kën. | Yamasejpa (këj) kën. |
| ----------------------- | -------------------- | -------------------- |
| Yamasejpa               | këj                  | kën                  |
| 3-SA-arunca-FUT         | 3.ANIM.COP           | 3.ANIM.DIST          |
| „El/Ea îl/o va arunca.” |                      |                      |

În propozițiile nominativ-absolutive din panare, cazul nominativ și cazul absolutiv sunt distinse după cum urmează: substantivul sau pronumele în cazul nominativ (dacă apare explicit) urmează întotdeauna predicatul (kën în exemplul de mai sus), cu acord nominativ în auxiliar, dacă acesta există (këj în exemplul de mai sus). În contrast, argumentele în cazul absolutiv sunt marcate prin prefixe verbale (y- în exemplul de mai sus) sau prin sintagme nominale în absolutiv (nu apar în exemplele de mai sus), care sunt în distribuție complementară cu prefixele personale absolutive.